# Cultura de Croàcia
La cultura de Croàcia té arrels en una llarga història pròpia, en la qual el poble croat ha habitat l'àrea de l'actual Croàcia durant catorze segles. Fins al dia de hui s'hi han preservat importants romanents de períodes anteriors.
La cultura de Croàcia és el resultat de catorze segles de llarga història que ha vist el desenvolupament de moltes ciutats i monuments. L'estat inclou set llocs de Patrimoni Mundial i vuit parcs nacionals. És també el lloc de naixement d'una sèrie de figures històriques. Entre les persones notables hi ha tres premis Nobel i alguns inventors.
A causa de la seua situació geogràfica, la cultura de Croàcia representa la barreja de quatre cultures diferents. Durant la seua història, Croàcia rebé la influència de la cultura romana, i amb la divisió de l'Imperi quedà dividida en els imperis d'Occident i Orient: pels pobles que habitaven Europa central i els pobles mediterranis.
El Moviment Il·liri fou el període més important per al desenvolupament cultural croat, ja que el segle xix esdevingué una època crucial per l'emancipació de l'idioma croat i experimentà una expansió mai vista abans vist en tots els camps artístics i culturals. Actualment, el Ministeri de Cultura és l'encarregat de la preservació de l'herència cultural i natural croata, així com del seu desenvolupament. Els governs locals donen suport a altres activitats encaminades a la difusió cultural croata.
Algunes de les primeres plomes estilogràfiques provenien de Croàcia. Croàcia també té un lloc en la història de la roba, com ho demostra l'origen de la corbata (kravata). El país té una llarga tradició artística, literària i musical. També enclou una interessant i diversa cuina.

## Literatura

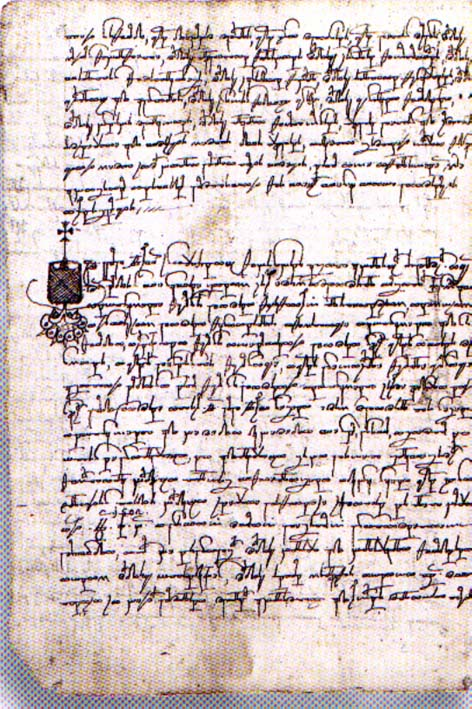
Text escrit en croat del

La literatura croata té una llarga història de deu segles; els primers texts conservats són del s. XI, els quals eren traduccions de l'eslavó antic, escrits en alfabet glagolític (escrits litúrgics, hagiografies i apòcrifs), inspirats en la literatura medieval eslava i romana d'Orient, com el Missal de Kíev (s. XI), documents com la Taula de Bašca (1100) i la Llei Vinodol (1288).
La influència de l'Església catòlica i el rol de defensors de la cristiandat assumida pels reis croats, produí l'abandó de l'alfabet glacolític i l'adopció del llatí. Quant a la literatura croata contemporània, poden destacar-se autors com Drago Kekanović, Pero Budak (1919), Ivan Aralica (1930), Marijan Matjović (1915-1985); d'estil realista socialista: Slučaj Maturanta Wagnera (El cas del graduat Wagner, 1953), Igra Oko Smrti (Ball al voltant de la mort, 1955), Vašar Snova (Mercat dels somnis, 1959) i Ibogovi Pate (Els déus també pateixen, 1965); i els borgesians Goran Babić, Pavao Pavličić (1946), Stjepan Cuić (1945), Goran Tribuson (1948), Vlatko Pavletić (1930), Ivo Frangeš (1920) i Zvonimir Majdak (1939).

## Art de Croàcia

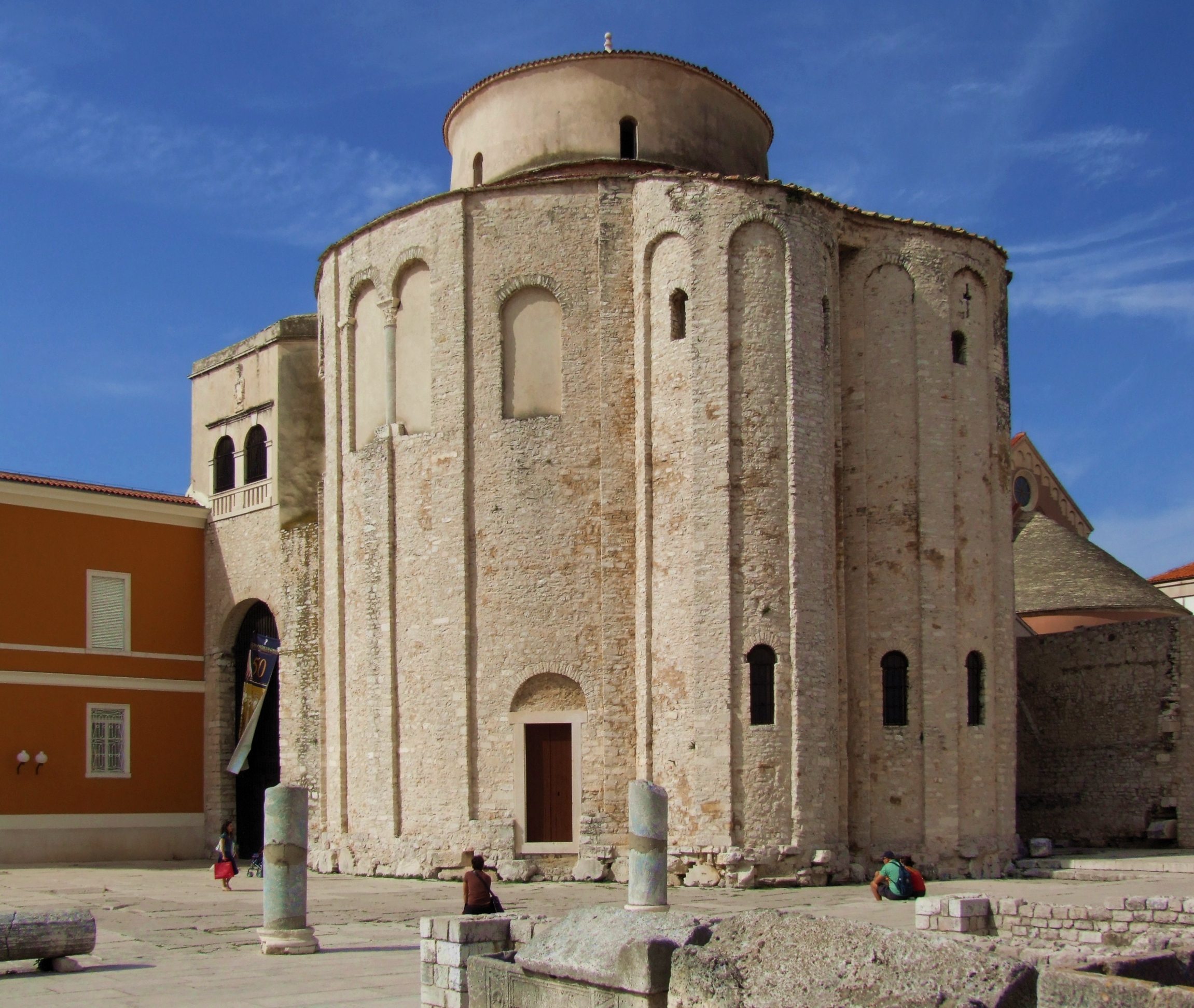
Església preromànica de Sant Donat a Zadar, s. IX

Al s. VII, els croats, junt amb altres pobles eslaus i àvars, arribaren del nord d'Europa a la regió que habiten en l'actualitat. Foren influenciats per l'art i cultura romana i, sobretot, per la cristiandat. Les primeres esglésies es construïren com a santuaris reials. La influència de l'art romà fou més fort a Dalmàcia, on la urbanització fou més profunda i hi hagué la major quantitat de monuments. Gradualment, aquesta influència s'abandonà i hi aparegué una certa simplificació, juntament amb l'alteració de formes heretades i fins i tot la creació d'edificacions originals.
L'església central més gran i de construcció més complexa del s. IX fou la de Sant Donat a Zadar. D'aquesta època, per la seua grandària i bellesa, només pot ser comparada amb la capella de Carlemany d'Aquisgrà. El recinte de l'altar i les finestres d'aquestes esglésies es decoraren amb ornaments superficials com cordes. Algunes vegades, s'hi utilitzaren gravats amb escriptura glagolítica de croat primerenc; però, poc de temps després, aquesta escriptura fou reemplaçada pel llatí als extrems dels altars i arquitraus de les antigues esglésies croates.

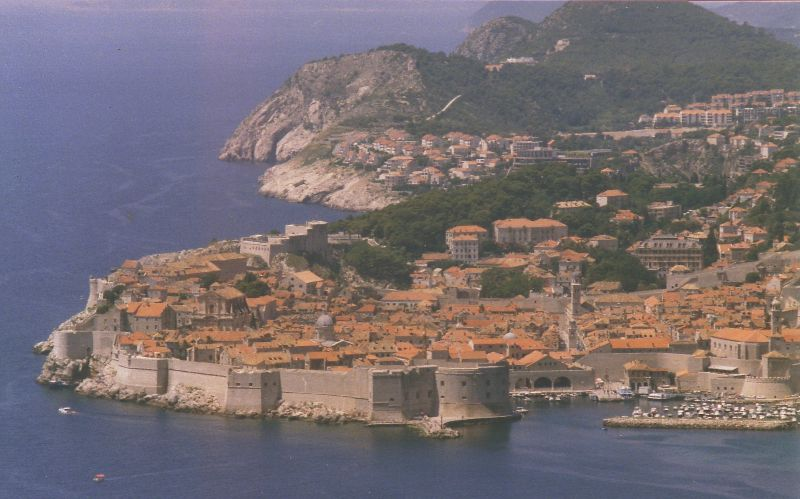
Les muralles de Dubrovnik, Patrimoni de la Humanitat per la UNESCO

En unir-se a l'estat hongarés al segle xii, Croàcia perdé la seua independència; però no va perdre els llaços amb el sud i l'oest; per contra, significà el començament d'una nova era d'influència cultural d'Europa central. L'art romànic aparegué Croàcia a inicis del segle xi amb un fort desenvolupament de monestirs i reforma de les esglésies. En aquest període, es construïren molts monuments valuosos al llarg de la costa croata, com la catedral de Santa Anastàsia (originalment, Santa Stošija) a Zadar (segle xiii).
Quant a l'escultura romànica, es produeix una transformació del relleu entrellaçat decoratiu a un de figuratiu. Els millors exemples d'escultura romànica són les portes de fusta de la catedral de Split, elaborades per Andrija Buvina (c. 1220) i el portal de pedra de la Seu de Trogir, construït per l'artesà Radovan (c. 1240). S'han preservat bé alguns frescs primerencs a Ístria; ací, s'evidencia la barreja d'influència d'Europa oriental i occidental. Les miniatures més antigues es remunten al segle xiii, en els evangelis de Split i Trogir.
L'art gòtic del segle xiv fou recolzat pels consells de cultura de les ciutats, pels ordes mendicants (com els franciscans) i la cultura cavalleresca. Fou l'edat d'or de les ciutats lliures dàlmates que comerciaven amb la noblesa feudal croata al continent. El major projecte urbà d'aquesta època fou completar l'edificació de dues noves ciutats: petita i gran Ston i uns 7 km de muralles amb torres de guaita. Els tàrtars van destruir la catedral romànica de Zagreb durant la seua incursió al 1240, però just després que marxaren de Zagreb va obtenir el títol de ciutat lliure pel rei hongarés Bela IV. Poc després, el bisbe Timotej començà la reconstrucció de la catedral en el nou estil gòtic.
Zadar fou una ciutat independent veneciana. Els exemples més bells de l'humanisme gòtic a Zadar es troben en els relleus en metall daurat, com en l'Arc de Sant Simó, per un artesà de Milà al 1380.
La pintura gòtica ha estat menys conservada, i les millors obres se'n situen a Ístria, com és el cas del fresc de Vincent de Kastv a l'església de Santa Maria a Škriljinah, prop de Beram, de 1474. D'aquesta època són les dues litúrgies il·lustrades més decorades, fetes per monjos de Split, Hvals' Zbornik (hui a Zagreb) i Missal del bosnià duke Hrvoje Vukčić Hrvatinić (ara a Istanbul).

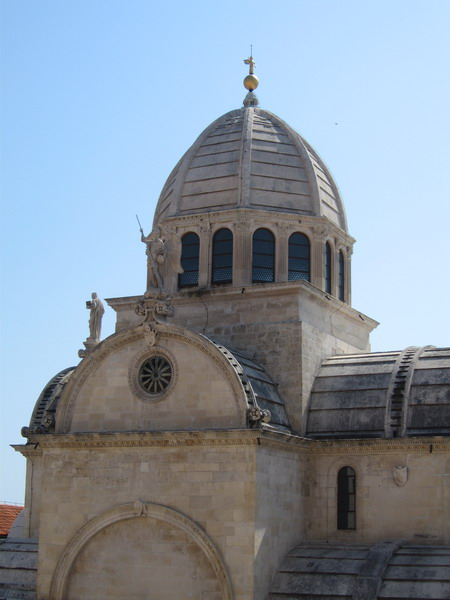
Catedral de Santiago, a Šibenik, de 1555, Patrimoni de la Humanitat

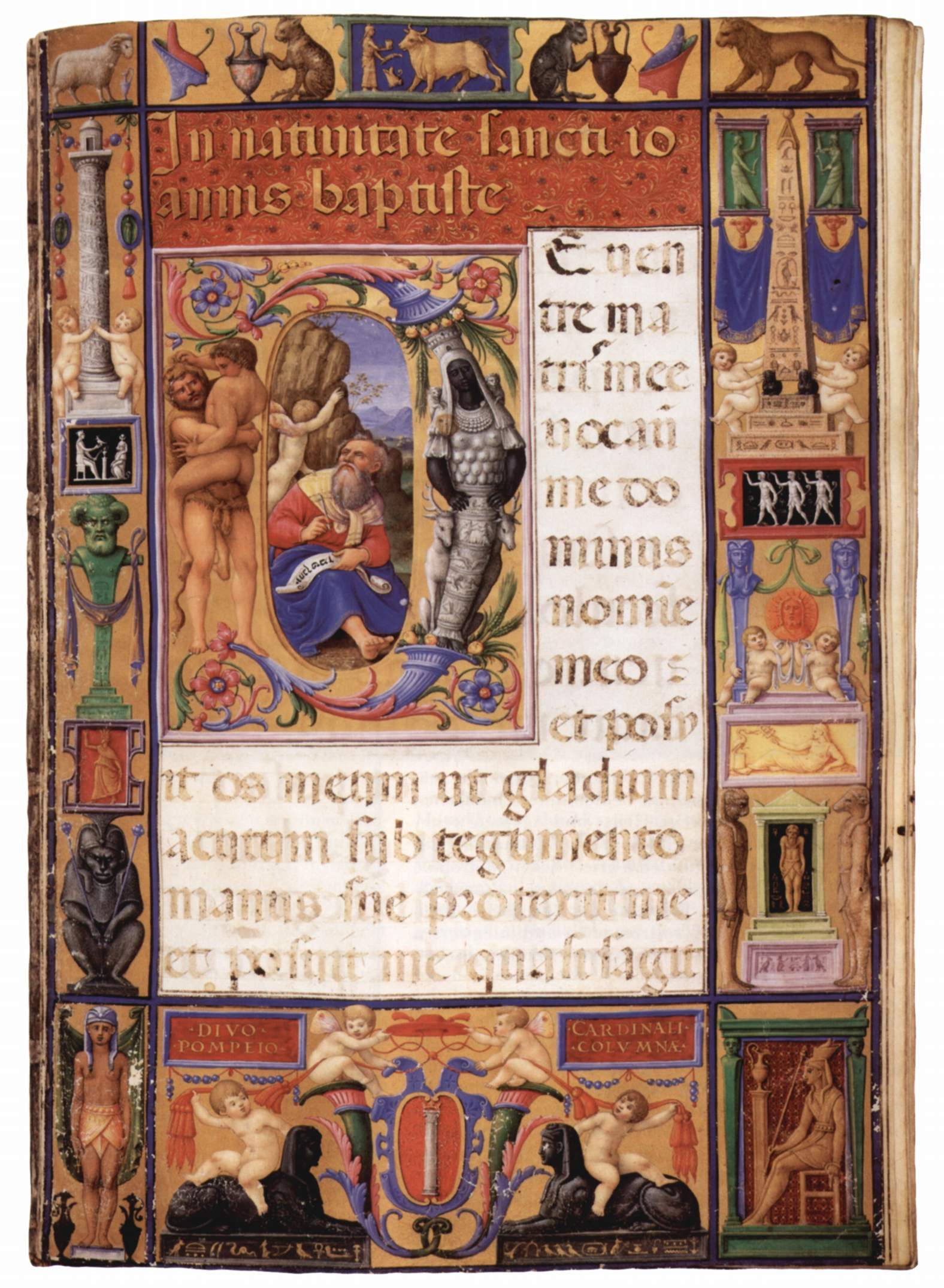
Una pàgina il·lustrada del Missal Colonna per Giulio Clovio. Conservat a la Biblioteca Universitària John Rylands, Manchester

Al s. XV, Croàcia fou dividida en tres estats: el nord de Croàcia formava part de l'Imperi Austríac; Dalmàcia estava sota domini de la República de Venècia (tret de Dubrovnik); i Eslavònia estava sota ocupació otomana. Dalmàcia era en la perifèria de diverses influències, per això hi florí l'arquitectura religiosa i pública amb clara influència del Renaixement italià. Tres obres d'aquest període són d'importància europea i contribuiran al posterior desplegament del Renaixement: la Seu de Santiago, a Šibenik, del 1441, per Giorgio da Sebenico; la capella del Joan Beneït de Trogir del 1468 per Niccolò Fiorentino; i la vil·la de Sorkočević a Lapad, prop de Dubrovnik, del 1521.